# Slobodna riječ (Buenos Aires)
Slobodna riječ / La Palabra libre je bio hrvatski emigrantski list.
Pokrenuo ga je Vlaho Raić (Vlaho Buško) 1956. godine, a on je bio i prvi urednik lista.
Izlazio je u Buenos Airesu od 1956. do 1989. kao mjesečnik za "suvremena politička, gospodarske i kulturno-socijalna pitanja".
Ideološki su naginjale HSS-u, iako su bile nestranačkim novinama usmjerenih promicanju općehrvatskih interesa.

## Urednici
- Vlaho Raić (Blas Raich) (1956. – 1970.)
- Vlaho Buško (1970. – 1989.)

## Vanjske poveznice i izvori
- HIC  Arhivirana inačica izvorne stranice od 10. travnja 2008. (Wayback Machine) Hrvati u Argentini